# Órma (Pella)
Órma, en grec moderne : Όρμα, est un village du district régional de Pella en Macédoine-Centrale, Grèce. En 2010, il est intégré au sein du dème d'Almopie.
Selon le recensement de 2011, la population du village s'élève à 641 habitants.